# Býchory (tvrz)
Býchory jsou zaniklá středověká tvrz v obci Býchory v okrese Kolín. Od 3. května 1958 je tvrziště zapsáno v seznamu kulturních památek.

## Historie
Obec Býchory je poprvé zmiňována k roku 1352. V roce 1359 se však ves rozdělila mezi dva vlastníky, z níž jeden díl patřil Vilémovi ze Skochovic. Po Vilémovi ze Skochovic se vystřídalo několik držitelů, až tento kus Býchor koupil roku 1444 Mikuláš z Raškovic od Diviše ze Sekeřic. U druhé části obce je k roku 1359 jako majitel uveden Jan z Býchor. V roce 1472 se ovšem tento díl vsi dostal do vlastnictví českého krále Vladislava Jagellonského jako odúmrť, poněvadž její dřívější majitel Hereš z Býchor zemřel. Roku 1487 se podařilo synovi Mikuláše z Raškovic, Hynkovi Býchorskému z Raškovic, získat druhý kus obce a ves se tak sjednotila. V roce 1523 prodal Jan Býchorský celou obec městu Kolín.
Tvrz v Býchorách není sice zaznamenána v písemných pramenech, avšak dochovalo se její tvrziště. Tvrz zanikla zřejmě po roce 1523. Ležela uprostřed vsi za domem čp. 17, přičemž se z ní zachoval pahorek, jenž obklopoval příkop. V letech 1973–1974 bylo místo tvrziště narušeno budováním vodní nádrže a koupaliště. V okolí tvrziště byly rovněž nalezeny keramické artefakty. Místo tvrziště se dnes označuje jako V seči či Na Kalinově louce. Kvůli tomu, že zůstala ves po nějakou dobu rozdělená na dvě části, se předpokládá, že v obci stávala ještě jedna tvrz.